# 2012 UE185
2012 UE185 est un transneptunien de magnitude absolue 6,46 son diamètre est estimé à 212 km.